# 弥勒站 (韩国)
彌勒站（：／ Mireuk yeok */?）曾为韩国铁路京釜线上的一个车站，位于永同站和黄涧站之间，目前已废止。

## 历史
- 1938年6月15日：开始使用。
- 1992年3月2日：停用本站。